# イスラエル国防軍軍律
イスラエル国防軍軍律（イスラエルこくぼうぐんぐんりつ、ヘブライ語：צבא ההגנה לישראל צו בדבר、アラビア語：أمر عسكري إسرائيلي、英語：Israeli Military Order）とは、イスラエル国防軍（IDF）が占領統治下にある地域に布告する軍律のことである。イスラエル軍令（イスラエルぐんれい）、イスラエル軍命令（イスラエルぐんめいれい）、イスラエル軍法（イスラエルぐんぽう）、イスラエル軍法令（イスラエルぐんほうれい）などの訳もある。
国際法上は、国際連合安全保障理事会決議465や国際司法裁判所・東エルサレムを含む占領下のパレスチナ領域におけるイスラエルの政策と実行から生じる法的帰結の勧告的意見などで無効が宣告されている。
しかし、実態として現在に至るまで法的効力を持ち（実効支配）、被占領民（現在はもっぱらパレスチナ人）に対する一般的な法令として機能している。また、軍事裁判所を設けて被占領民を裁いている。占領地に住むイスラエル人（ユダヤ人入植者など）は通常、イスラエル本国の法制度が適用され、軍律の多くの条項には拘束されない。また、訴訟はイスラエルの民事裁判所の管轄となる。

## 概要
イギリス委任統治領パレスチナ時代の1945年に発令された国防（緊急事態）規則を、1948年に独立宣言したイスラエルが継承したものを原型とする。
この規則には、上訴権を認めずに民間人を裁判する一審制の軍事裁判所の設置、大規模な捜索と押収の許可、書籍や新聞の発禁、家屋の取り壊し、無期限の予防拘禁、特定地域の封鎖、外出禁止令などが含まれていた。
イギリスはパレスチナからの撤退時に国防（緊急事態）規則を廃止した。しかし、イスラエルは公報で周知されなかったことを理由に廃止は施行されていないと解釈し、「国家またはその権限の確立に伴う変更」を除き、国防（緊急）規則が国内法に組み込まれた。
1951年、クネセトは「国防規則は民主主義の基本原則に反する」と判断し、憲法・法・司法委員会に廃止法案の起草を指示したが、廃止には至らなかった。その後、部分的な廃止の見通しは、1967年の第三次中東戦争の勃発と同時に無くなった。占領地の軍事総督は、占領地で施行されていた法令を「凍結」する軍律を出した。以後、この規則と軍律制度は、占領地で広く使用されている。
2015年、国防（緊急事態）規則を根拠とした東エルサレムからの追放を言い渡されたパレスチナ人3人（1人はヨルダン川西岸地区からも追放）が、同規則は既に廃止されており無効と主張したが、イスラエル最高裁判所は訴えを退けた。
軍律は、1967年の占領直後に布告された"proclamation"（宣言）と、現在まで継続して布告されている"order"（命令）、"Declaration"（布令）に大別される。ほとんどの軍律は"order"である。この際、占領統治の組織として、イスラエル国防軍軍政当局が設けられている。また、イスラエル占領地政府活動調整官組織（COGAT）が設けられ、行政や地域名望家・諸外国などとの折衝などを担当した。
第三次中東戦争終結時点では、占領地（イスラエルは「係争地」と主張）であるヨルダン川西岸地区（イスラエル側呼称は「ユダヤ・サマリア地区」）、ガザ地区、ゴラン高原、シナイ半島が軍律の対象となった（東エルサレムは「係争地」とは認識せず、併合を宣言して内地化した。いずれも、国際的には認められていない）。これらの占領地では、従来施行されている法律（オスマン帝国法・イギリス法・ヨルダン法・エジプト法・シリア法）に、その都度軍律で上書きする形式が取られた。これは、公然と併合を宣言することを避け、ハーグ陸戦条約第43条に基づき、現行法を尊重して占領地を「管理」する前提を取ったからである（詳細は#法的根拠を参照）。
シナイ半島は1982年までにエジプトに返還され、ゴラン高原は1981年に併合を宣言して内地化した。また、ガザ地区からは2005年9月までに撤退した（ガザ地区等撤退）が、「緩衝地帯」と称して国境および周辺海域を封鎖している。2023年10月7日以降の2023年パレスチナ・イスラエル戦争による再占領は、当該項目参照。
1981年に、キャンプ・デービッド合意に従ってIDFの直接支配は名目上終了し、行政部門はイスラエル民政局に権限を移譲した。イスラエル民政局は、名目上は軍と別組織だが、実態として軍とイスラエル総保安庁の指揮下にある。

また、職員の多くはパレスチナ人で占められたが、上層部は軍及びイスラエル各省庁の出向者で占められた。条文上はパレスチナ人を民政局長に任命することも可能だったが、初代局長のメナヘム・ミルソンを始め、イスラエル側の人材で占められ、パレスチナ人が意思決定権を持つことはなかった。
一方で1967年、イスラエル人入植者に対しては、国防（緊急事態）規則を利用したり、あるいは新たに命令を布告して（1979年の命令783号など）、イスラエル国内法の多くを適用させた。さらに2017年には、従来違法とされた入植地を合法化する（パレスチナ人地主に125%の賃料を払う代わりに土地収用を可能にする）条項を設けた「ユダヤ・サマリア入植地規制法」がクネセトで可決した。これらの法制度（ヨルダン川西岸地区入植地におけるイスラエル法）は入植者個人に対する適用で、土地の併合によるイスラエル国内法適用では無い立て付けだが、事実上は同じ場所でイスラエル人と、パレスチナ人ら被占領民で別の法律が適用される占領体制が作られた。
「ユダヤ・サマリア入植地規制法」は5年の時限立法で、2022年、ナフタリ・ベネット政権と野党の政争で失効しそうになった。しかし、解散総選挙により有効期限が6ヶ月延長される規定を利用して延命させた。総選挙で勝利したベンヤミン・ネタニヤフ政権で、2023年1月に更新が可決された。
2024年5月29日に布告された命令2195号で、イスラエル民政局の権限を、新設の民政局副局長に移譲できることが布告された。これは民間人の副局長に権限を移譲することで、より積極的に入植者の「民意」を反映し、対外的には「係争地」とする建前を維持しつつ内地化を進める狙いがあるという（詳細は命令2195号の項目参照）。
現在は、主にヨルダン川西岸地区でイスラエル国防軍（およびイスラエル民政局）が実効支配する地区（完全に支配下に置くC地区・行政権はパレスチナ国（パレスチナ自治政府）が持つB地区）に適用されている。パレスチナ自治政府が実効支配するA地区では名目上は適用されない。しかし、実際には、軍律の用語の定義の改正は行われていないため、依然としてヨルダン川西岸地区全域で軍律を施行しているという指摘もある。

## 主な軍律
軍律は地区ごとに布告される。たとえばヨルダン川西岸地区とガザ地区では、内容は同じであっても、番号が異なったり、同番号に異なる軍律が重複して布告されたり、布告順と番号が前後することがある。また、番号が振られていない軍律もある。以下の番号は、特記が無い限りヨルダン川西岸地区のものである。

### 占領統治一般
- 宣言1号（1967年6月7日）[14]

ヨルダン川西岸地区を占領し、「治安と公益のために」支配権を掌握したことを宣言。軍事閉鎖地域を宣言し、住民に夜間外出禁止令を課し、移動を禁止。同日、ガザ地区でも同内容を布告。6月14日、ゴラン高原でも同内容を布告。
- 宣言2号（6月7日）[15]

地域司令官にすべての行政権、執行権、司法権を付与する。施行地域は「（ヨルダン川）西岸」と表現する。1967年6月7日以前の（ヨルダンによる）法律は、軍律と矛盾しない限り引き続き有効とする。現金、銀行口座、武器、弾薬、車両その他移動手段、およびヨルダン当局の財産は、軍の管理下に置かれる。また、1967年6月6日以前に課された（ヨルダンによる）課税、関税、手数料は、軍が徴収するものとする。違反者は処罰する。
- 宣言3号（6月7日）[16]

治安規定。本宣言35条の規定により、1949年8月12日のジュネーヴ条約の間に矛盾がある場合は、条約の規則を優先する。
- - 一般命令：軍司令官の任命が及ぶ範囲、管轄区域と権限を規定。
  - 裁判所と司法：軍事裁判所の設置。管轄区域の概説と手続詳細を規定。
  - 犯罪：銃器の所持および使用の禁止。対人を標的とした銃器の所持の最高刑は死刑。
  - 拘留、捜索、没収：本宣言67条により、誰でも最高6ヶ月の行政拘禁（予防拘禁）の対象となる。将校又は兵士の判断で、悪事を働いたと判断した者を拘留することができる。将校又は兵士はまた、許可を得た上で犯罪に関与していると疑われる財産を、時間と場所を問わず捜索し、没収することができる。
  - 移動の制限：軍司令官は、地域を封鎖し、移動を拒否し、就労を禁止することができる。
  - 特別な検閲：検閲は、治安と秩序の利益のために許可される。
  - 輸送と交通：軍は道路の使用を制限し、規制することができる。また、兵士は住民に、道路の障害物を撤去するよう命令することができる。
  - 夜間外出禁止令：区域を閉鎖して宣言する。許可の無い立ち入りは罰せられる。

- 命令5号（6月8日）

（ヨルダン川）西岸地区の閉鎖に関する命令。西岸地区を軍事閉鎖地域とし、IDFの定めた命令と条件に従って出入りを規制する。
- 命令12号（6月11日）

政令および規則の施行に関する命令。宣言3号の1、3、4、50、52、56、59～61、65、72、73条は、ただちに施行する。
- 命令14号（6月13日）

安全条項に関する命令。宣言3号の修正。軍司令官は、規則を発することができるが、これが方面総司令官の命令に反するときは、方面総司令官の指示によりこれを覆すものとする。
- 命令18号（6月13日）

閉鎖地域に関する命令。命令5号の改正1号。（ヨルダン川）西岸地区への入域希望者は、軍の許可証を必要とする。
- 命令34号（7月2日）

閉鎖地域に関する命令。命令18号の改正。（ヨルダン川）西岸地区は、ここに閉鎖地域と宣言する。
- 命令71号（7月27日）

イスラエル・ボイコット法の廃止に関する命令。（ヨルダンによる）1958年のイスラエル・ボイコット法、1953年のイスラエル貿易禁止法と関連法制は、いずれも廃止する。
- 命令144号（10月22日）

治安規定に関する命令。宣言3号35条を、以下の条文に置き換える。軍事法廷は有罪判決者に懲役刑を下すことができる。実刑判決を受けた被告人の、未決勾留日数の算入を認める。また、同じく27条は廃止する。
- 命令187号（12月17日）

解釈に関する命令。命令130号第3条の修正。
今後、「ユダヤ・サマリア地区」を、あらゆる目的において「（ヨルダン川）西岸地区」と同じ意味を持つものとする。
- 命令194号（12月25日）

（ヨルダンによる）地方行政法に関する命令。1955年法律第29号の改正。
この法律に基づき、（ヨルダンの）内務大臣または県知事によって行われた任命または付与された管轄権は、イスラエルの担当官に移管されるものとする。

本命令の署名前に担当官が行った行為の中で、法律に基づき知事・内務大臣の権限である行為は、（遡及して）本命令に基づいて行ったと見なされる。

※ヨルダン法に基づく地方議会への権限を軍が掌握したことを示す命令。ヨルダン地方行政法では、地方議会・首長の任期は4年、納税義務を果たす男子のみの制限選挙により選出された。
- 命令271号（1968年8月12日）

苦情に関する命令。IDFの作戦によって引き起こされた損害賠償の申請を審理する権限を与えられた請求委員会を設立する。請求委員会は、IDFの作戦、または軍のために働いている他の団体や居住者に損害賠償の申請を審理する権限を与えられる。請求に際しては、請求者は「安全保障上の必要性」の無い作戦であることを立証する必要がある。1967年6月28日以前に発生した損害、またはすでに保険請求が行われている場合は、請求を行うことはできない。
- 命令284号（9月26日）

軍隊の訓練および外部組織との連絡禁止に関する命令。その地域の居住者であるかどうかにかかわらず、何人も、最寄りの軍又は警察に、軍事訓練の経験と外部組織との連絡を、たとえその連絡が義務的であったり、避けられないものであったとしても報告しなければならない。違反した場合の罰則は、10年以下の懲役刑又は10,000イスラエルリラ以下の罰金に処し、若しくはこれを併科する。
- 命令297号（1969年1月8日）

身分証明書および個人情報に関する命令。身分証明書、出生又は死亡証明書の発行に関する規定。16歳以上の者は、常に身分証明書を携帯し、要求に応じて提示しなければならない。地区外への転出時に身分証明書を持ちだしてはならない。また、死亡者や他人の身分証明書の携帯を禁止する。身分証明書を紛失した場合は、ただちに届け出なければならない。特定の人は、地区司令官により身分証明書の携帯を免除されることがある。
- 命令329号（6月29日）

潜入者防止に関する命令。「潜入者」の定義を、発効日以降にヨルダン、シリア、エジプトまたはレバノンの東岸の滞在者が、故意に不法にこの地域に侵入した者とする。地区司令官は、有罪判決の有無にかかわらず、これらの犯罪者を追放する権限を有し、追放までの間、拘留・投獄することが出来る。

※命令125号の改正。占領地から追放された、あるいは逃亡したパレスチナ人の帰郷を防ぐための軍律。
- 命令418号（1971年3月23日）

都市と農村の計画に関する命令。1966年都市農村計画法79号の改正。すべての地方自治体や機関、国の計画委員会が土地利用の計画に参加することを廃止し、地方自治体の許認可権限を制限する。これらの権限はすべて、地域計画委員会と高等計画審議会の手に移されることとする。

※IDFが自治体計画を指図するための命令。地域計画委員会と高等計画審議会は、IDFが人事権を持っている。また、高等計画委員会は、ユダヤ人入植地の計画を承認する機関となっている。
- 命令537号（1974年2月17日）

地方行政法に関する命令。1955年法律第29号および命令194号の改正。地区司令官は、首長および自治体議会議長が実施していない自治体の業務を遂行するために任免権を行使することができ、または当局にその業務を義務付ける権利を有する。また、自治体の境界線や、自治体が実施している開発プロジェクトや活動を調査するために、調査委員会を任命することができる。地区司令官はまた、自治体の境界線の変更を命じることができる。

※首長を軍が罷免し、選挙で選出された地方議会を解散できるようにするための軍律。ヨルダン法では、内閣は内務大臣の助言に従い、自治体の利益に沿うと判断した時に首長を罷免できる制度だった。軍律では「安全保障」などを罷免理由に追加し、新たに解散権も軍に付与した。
- 命令627号（1975年12月25日）

地方行政法に関する命令。1955年法律第29号の改正第9号。
法律第29号第12条より、「男性の」の語句を削除する。

※女子の選挙権を認めた軍律。
- 命令752号（1978年5月5日）

村落行政法に関する命令。命令第191号及び1964年法律第5号の改正第4号。本条は、地域司令官が村落評議会間の協力を強化することを目的とした連盟の設立を許可する権限を有することを規定する。

※村落連盟（村落連合）の設立に関する命令。軍に協力的な氏族の有力者、地方名望家を任命し、PLOなどパレスチナ民族主義勢力に対抗させた。
- 命令947号（1981年11月8日）

民政局の確立に関する命令。地域の秩序ある行政と公序良俗の維持の必要性を考慮し、住民の福祉と利益のため、公共サービスの供給と実施のため、この命令の指示に基づき、地域の文政を行う。民政局長は、地区司令官が任命する。民政局長は、一部の立法権を除き、軍律に定められた全ての権限を行使することができる。

※イスラエル民政局を設立し、住民を管轄下に置くための軍律。
- 命令970号（1982年3月25日）

ナーブルス市における管轄権の付与に関する命令（暫定指示）。市長に与えられた管轄権は、新しい市長が任命されるまで、適切な当局（民政局長の任命者）に付与されるものとする。

※バッサーム・シャカア市長を罷免し、軍人に置き換えるための軍律。1986年まで、代わりの市長は置かれず軍人が市長職を行った。
- 命令1369号（1992年12月16日）

追放に関する命令（暫定）。1945年の国防（緊急事態）規則の改正。軍司令官は、暫定的に特定個人を最長2年間追放する権限が与えられる。また、軍事裁判所の裁判官が議長を務める異議申立委員会を設置するが、治安上の理由で被追放者の立会なしで行うことができる。被追放者は、弁護士または親族のいずれかによって委員会の前で弁護を受ける権利がある。この命令は即時施行される。
- 命令1650号（2009年10月13日）

潜入者防止に関する命令（修正第2号）。ユダヤ・サマリア地区への潜入者の定義を「発効日以降に不法に本地域に侵入した者、または本地域に存在し、合法的に許可証を保持していない者」とする。潜入者は7年以下の懲役に処する。潜入者が入域が合法であることを証明した場合でも、（許可証が期限切れであった場合は）3年以下の懲役に処する。強制送還は原則として、72時間経過後に実施される。送還費用は7500新シェケルを限度として、潜入者に請求できる。

※命令329号の改正。ヨルダン川西岸地区で出生したがIDFの許可証を所持していない者や、許可が必要とされる以前に域外から入境した者を、「潜入者」の定義に追加し、追放を可能にしたもの。
- 命令2195号（2024年5月29日）

民政局の確立に関する命令（修正第33号）。

「民政局副局長」- 民政局長によって任命され、民政局長の代理を務める人物。

民政局長は、あらゆる権限を民政局副局長に委任することができる。この委任は、全部または一部もしくは留保を付けて行うことができる。

別表三：（委任対象）命令25号、59号、79号、172号、87号、264号、282号、291号、293号、306号、321号、327号、348号、363号、373号、418号、419号、450号、451号、470号、471号、474号、569号、642号、768号、783号、818号、892号（別表九の3節(12)(9)除く）、912号、974号、981号、997号、1002号、1015号、1018号、1160号、1166号、1203号、1271号、1445号、1539号、1586号、1621号、1737号、1789号、1795号、1797号、1815号、1823号、1858年のオスマン帝国土地法、1858年のタボ（土地登記局）法、1927年の（イギリスによる）森林および森林条例、1938年法律51号の道路監督維持法、1941年の外国人および非イスラム教徒への遺産法、1953年の（ヨルダンによる）法律51号のミリからムルクへの土地の変換法、1953年法律第40号の外国人に対する動産賃貸・売買法、1953年法律第62号の借地借家法、1954年第11号の自治体の区域内における建物および土地税法、1955年法律第30号の土地税法、1964年法律第12号の会社法、1958年法律第26号の土地登記手数料法および命令1018号、1958年法律第58号の不動産規定法および命令811号、命令1464号、1964年法律第6号の未登記の不動産登記法および命令1621号、（以下略）。

※命令947号の改正。新設の民政局副局長に、地権、水利権、地方議会監督権、ラビ裁判所監督権、農業規制、軍事目的の土地収用権、建築物の許認可および破壊権限など広範な権限を移譲する内容。この命令はベザレル・スモトリッチ財務相兼国防省付大臣の意向を反映したもので、スモトリッチの盟友であるヒレル・ロスが副局長に任命された。スモトリッチは6月9日、入植者団体などとの会合で、公式に併合を宣言しないまま、実質的な併合とパレスチナ国家樹立の阻止、入植地・（イスラエル国内法でも違法な）前哨地への投資、そしてIDFの権限をイスラエル民間団体へ移譲しつつ、「一時的な占領」に見せるため表向きは軍政を続けるなどの狙いを述べた。

### 財産・土地・建築物
- 命令25号（6月18日）

不動産取引に関する命令。（ヨルダン川）西岸地区で、不動産取引の一般公開を禁止する。不動産取引に対する規制。
- 命令58号（7月23日）

不在財産（私有財産）に関する命令。1967年6月7日以前または以後に、所有者または法律上の代理人が地域を離れた財産を、不在財産とする。地区司令官は、法律に精通した職員を不在財産の管理人に指定できる。管理人は必要なあらゆる手段で、当該財産を処分できる。不在財産の所有者が得た権利は、自動的に管理人に譲渡される。不在財産の所有者が、合法的に地域に戻り、所有権を証明できれば、管理人は当該財産または代替財産を返還することができる。ただし、管理人は管理費として、財産の一定割合を徴収することができる。また、不在財産管理人が、不在財産と認識する財産に関する善意の取引は、たとえ不在財産で無いことが証明されても、効力を持ち続ける。
- 命令59号（7月31日）

国有財産に関する命令。1967年6月7日以前に、ヨルダンその他の敵国または敵国と関係する機関に属していたか、あるいは直接・間接を問わず管理下にあった動産および不動産は、国有財産として没収する。土地、現金、銀行口座、車両、輸送機器、採石場、鉱区などが対象となる。国有財産は、イスラエルの任命する政府所有地管理人が管理する。管理人は、目的のために必要なあらゆる手段を取ることができる。また、国有財産管理人が、国有財産と認識する財産に関する善意の取引は、たとえ国有財産で無いことが証明されても、効力を持ち続ける。故意に国有財産を侵害した者は、10年以下の懲役又は21111イスラエル・リラ以下の罰金に処し、若しくはこれを併科する。
- 命令172号（11月22日）

異議申立に関する命令。命令58号・59号に対する異議申立を処理するための異議申立委員会を設置する。
異議申立委員会は、この命令で定められた者以外の証拠法および訴訟手続きには拘束されない。
委員会は、異議申立期限の設定や延長などを、関係者の注意を引く方法で司法手続きに関する指示を設定することができる。公表を指示することもできるが、非公表は合法性を損なう物ではない。
審議の場所は委員長が定める。
- 命令321号（1969年3月28日）

公共目的のための土地収用に関する命令。1953年土地収用法2条の改正。この法律の下で、ヨルダン政府またはその機関によって与えられた任命または管轄権は、イスラエルの担当官に譲渡されなければならない。従来の任命は全て取り消す。イスラエルの担当官は、任意の者を任命することができる。また、土地収用に対する補償に関する異議申立委員会の権限を規定。異議申立委員会は、補償の見積もりに関する最終決定権を与えられる。命令108号は、廃止する。

※ヨルダンによる土地収用は、財産権の損失補償を規定していたが、IDFの軍律では、無償での土地収用を可能にしている。
- 命令348号（11月3日）

法的支援に関する命令。ユダヤ・サマリア地区の裁判所が発行した裁判所命令をイスラエルで執行しようとする者は誰でも、まずイスラエルの執行機関に申請し、裁判所命令の写しを添付することを条件に執行することができる。イスラエルで発行された任意の裁判所命令は、ユダヤ・サマリア地区で執行することができ、その地域で発行された任意の文書は、イスラエルの裁判所で証拠として使用することができる。

※ヨルダン川西岸地区の財産権についての執行機関を設立し、全権を掌握するための軍律。
- 命令364号（12月29日）

国有財産に関する命令。命令59条の改正。私有財産であることを、軍事委員会に証明できない財産は、全て国有財産とする。
- 命令419号（1971年3月19日）

不動産における法人格の使用および（法人）所有化に関する命令。（ヨルダン占領時代の）1958年法律第4号の改正。

地区司令官は、法律第4条、第6条、および第7条の規定を除き、（ヨルダンの）閣議によるあらゆる地位・権限を付与される。
- 命令569号（1974年12月17日）

土地の特別取引の登録に関する命令。土地の特別取引の部署を新設し、「特別取引」は軍用地を含むものとする。登記官は、このカテゴリーの収用財産のために新しい登記簿を作成し、この性質の取引を一括して管理する。また、「特別取引」に必要な財産を収用するための手続きと管理の条件を規定。
- 命令811号（1979年11月23日）

不動産法の改正に関する命令。（ヨルダン占領時代の）1958年法律第51号11条の改正。委任状の有効期間を5年から10年に延長。
- 命令847号（1980年6月1日）

不動産法の改正に関する命令。命令811号の改正。委任状の有効期間を10年から15年に延長。署名を認証できるのは、イスラエルの公証人のみとする。
- 命令1025号（1982年10月4日）

不動産における法人格の使用および（法人）所有化に関する命令。命令419号の改正。

民政局長は、法律第4条および第5条に規定された法人に不動産の所有・取引を許可する他、法律第4条、第5条および第8条(a)の規定を満たしていない法人に対しても、許可することができる。

※ヨルダン法が外国人（非ヨルダン人）への不動産売買を禁じていた規定を無力化し、イスラエル政府系法人（ユダヤ民族基金など）への売却を可能とするための軍律。
- 命令1091号（1984年1月20日）

国有財産に関する命令。命令59条の改正。収用命令対象となる財産を、国有財産の定義に追加。従来の「敵国または敵国と関係する機関」に加え、軍当局が軍律あるいは治安上の軍律により公益のために没収した土地、公的機関に管理・管理を依頼した個人に属するすべての財産で、公的機関が管理を承諾した財産も国有財産となる。
- 命令1167号（1986年5月1日）

古物法に関する命令。1166号とされる場合もある。（ヨルダンによる）1966年古物法第51条の改正。古物取引は、軍の古物局の許可を得なければならない。
命令119号・246号・985号および1111号は、廃止する。
- 命令（無番）（1994年6月）

命令321号に基づき、（入植地とイスラエルを結ぶ）イスラエル人専用道路建設のための土地収用を許可する。
- 命令1472号（1999年12月28日）

不動産に関する命令（不法占拠者の排除）。命令58条と命令59条に規定された不在財産・国有財産を除き、土地の所有者または土地の合法的占有権者は、土地を不法に占有する者に対して引渡しの請求権を有する。土地の合法的所有者は、そうした権利を持たない者に対し、土地の使用妨害を止めさせ、妨害を構成するものをすべて撤去する請求権を有する。
- 布令s/2/03（2003年2月10日）

ユダヤ・サマリア地区の分離フェンスに関する布令。分離フェンス建設に必要なパレスチナ人の土地を没収し、周辺地域をパレスチナ人立入禁止とする。パレスチナ人の立ち入りおよび滞在は、地権者および近隣住民に限り、通行証を発行し、指定の検問所でのみ出入り可能とする。イスラエル人の通行は規制されない。
- 命令1797号（2018年6月17日）

ユダヤ・サマリア地区で、軍が違法と判断した新造建築物（未完成または竣工6ヶ月以内または居住開始30日以内）は、従来の手続を省略して、96時間以内に異議申立が無ければ破壊、あるいは差し押さえができる。異議申立は、建築許可の証明か、新造建築物では無いことの証明か、いずれかを必要とする。
- 命令2198号（2024年7月18日）

建築制限に関する命令（協定による留保）。何人も、（暫定拡大自治合意で）合意された自然保護区_(ヨルダン川西岸地区)で建設を行ってはならない。この命令の署名前に建設が行われた建築物についても、指定が無い限りさかのぼって無効とする。この命令は、命令1651号60条に基づく兵士の明示的または暗黙の権限を損なうものではない。

※暫定拡大自治合意で、軍事権はイスラエル、行政権はパレスチナにあると合意したB地区に位置するユダヤ砂漠の「自然保護区」から、パレスチナの行政権を事実上剥奪した命令。ユダヤ人入植者などは、B地区でのパレスチナ人による建設を「違法」「環境汚染」「治安の脅威」「ユダヤ人遺跡の破壊」など非難し、イスラエルの介入を要求していた。この命令は6月27日、ネタニヤフ内閣が、B地区に位置するユダヤ砂漠の「自然保護区」からのパレスチナ側行政権剥奪を承認したことを承けて出された。

### 入植地
- 命令432号（1971年6月1日）

入植地における警備の組織化に関する命令。IDFは、イスラエルの入植地に警備員を配置する命令を発行する権利を持つ。この命令は、そのような警備員の義務を定義する。警備は18歳ないし55歳の入植地居住者の義務とする。
- 命令669号（1976年6月27日）

入植地における警備の組織化に関する命令。命令432号の改正。「居住者」の用語を再定義。また、第5条で警備員の義務づけ年齢を「18歳ないし55歳」より「18歳ないし60歳」に拡大した。
- 命令783号（1979年3月25日）

地域評議会の運営に関する命令。5つのユダヤ人地域評議会を設立予定である。これらは、地区司令官によって指定された法律に従って管理される。地域評議会は、その地域のユダヤ人入植地のグループを管轄する。

※ユダヤ人入植者に対して、イスラエル本国の法律を適用させるための命令。
- 命令807号（9月30日）

宗教的サービスに関する命令。命令783号の改正。当局は、全ての地方自治体に宗教評議会を設立する権利を有する。これらの宗教評議会は、ユダヤ人入植地の宗教問題に責任を持つ。
- 命令892号（1981年2月1日）

地域評議会の管理（入植地）に関する命令。地区司令官が、地域評議会を管理するために地方裁判所を設けることは許可される。司令官は、地域協議会の境界を変更することができる。命令561号と761号は、廃止する。

※ユダヤ人入植者に対して、軍事裁判所とは別の裁判所を設置するための命令。
- 命令981号（1982年4月11日）

ラビ法廷での判決に関する命令。民事行政は、ラビ法廷と控訴裁判所を設置することができる。第9条には、地方裁判所はユダヤ人の身分に関する問題を扱う権限を有していないと規定されている。

※ラビ法廷は、ユダヤ教徒（ユダヤ人）の婚姻・離婚・相続・養子縁組などを管轄している。ユダヤ人入植者のための設置。
- 命令1080号（1983年10月3日）

イスラエルの火器のライセンスに関する命令。命令180号改正第2号、命令378号改正。命令378に従い、銃器所持のライセンスを付与することができる。軍司令官は、公共の安全のために必要と判断した場合はいつでもライセンスを取り消すことができる。
- 命令1116号（1984年2月28日）

宗教的サービスに関する命令。命令807号の改正2号。「地方自治体」を「地方委員会」に置き換える。
- 命令2137号（2023年5月18日）

撤退計画の実施に関する命令。2005年の命令1565号の改正。
添付地図で印を付けた地域（ホメシュ入植地）は、前述の命令は適用されないものとする。

※2005年、ガザ地区等撤退に伴い、ヨルダン川西岸地区からイスラエル国内法でも違法な4つの入植地から撤退させた。しかし2023年、ネタニヤフ政権が入植地の合法化を打ち出したことに伴う命令。
- 命令2190号（2024年5月22日）

撤退計画の実施に関する命令。2005年の命令1565号の改正。
添付地図で印を付けた地域（カディム入植地、ガニム入植地、サヌル入植地）は、前述の命令は適用されないものとする。

なお、本命令の規定は、軍司令官の権限を含む、法令または治安規則に従って、人または財産に対して行使する、兵士または警察官に付与された権限を妨げるものではない。

※命令2137号同様、ネタニヤフ政権が入植地の合法化を打ち出したことに伴う命令。これにより、ヨルダン川西岸地区の4入植地の撤退は完全に撤回された。ただし、IDFのイェフダ・フォックス少将は同地を2028年まで軍事閉鎖地域としたため、民間人である入植者の入域は棚上げされた。5月22日の発表となったのは、同日にスペイン、ノルウェー、アイルランドがパレスチナ国承認を発表（5月28日正式承認）したことへの対抗措置という。
- 命令2205号（2024年9月4日）

入植地の安全規制に関する命令。命令432号の改正。入植地の入口に設ける検問所の規定を追加。検問所では、身体、車両、手荷物、その他物品の検査を実施する。
- 命令892号修正279号（2024年12月15日）

地域評議会の管理（入植地）に関する命令。附則第13条として、（イスラエル国内の）土地再開発関連法（2006年都市再開発計画法、2016年都市再開発に関する政府法、2017年取引法、および二次法令）を適用する。イスラエルにおいて土地再開発法に基づく権限を付与された者は、全ての権限・権利・免除および機能を付与され、イスラエル法に基づく全ての権限および制限は、本地区内においても適用される。

※入植者の土地開発にイスラエル国内法を適用し、国内法と比較した制限を撤廃するための軍律。これにより、内地同様の高層建築が可能となり、入植地管理局は、「1年以内に1万棟」の建築を計画している。従来の高等計画審議会による入植地新設・拡大手続の廃止ではないが、ピース・ナウは、ネタニヤフ政権は前年に大臣の承認事項などを廃止しており、通常の（内地並みの）手続で迅速に計画を実行することになると指摘した。
- 命令892号修正281号（2025年5月18日）

地域評議会の管理（入植地）に関する命令。罰金・手数料および経費徴収所を設け、経費はユダヤ・サマリア地方評議会に納付される。

### 水・水利権
- 命令92号（1967年8月15日）

水に関するヨルダン法の改正に関する命令。ヨルダン法で定められた水利権の全権を、地区司令官の任命したイスラエル人担当官が掌握する。担当官は、水利権の管理機関の指定や、新たな機関の設立権限を有する。
ゴラン高原での命令120号（1968年3月24日）も、ほぼ同内容である。
- 命令158号（11月19日）

水資源法の改正に関する命令。1953年の（ヨルダンによる）水資源法31条の改正。何人も、新たに許可を得なければ、水資源を利用するための機関の設立・所有・管理することはできない。申請者に対する不許可・許可取り消し・修正について、当局は理由を説明すること無く行うことができる。また、当局は、施設所有者の有罪判決が確定しなくても、許可が存在しない水資源を捜索し、没収することができる。
- 命令291号（1968年12月19日）

土地と水の紛争の解決に関する命令。紛争以前（1967年6月7日以前）の水利権に関する契約を無効とする。軍司令官は、地権および水利権に関する、従来の（ヨルダン占領時点までの）裁判所の全ての判決を取り消す権限を有する。

### 通貨・金融
- 命令7号（1967年6月8日）

貨幣取引に関する命令。全ての銀行を閉鎖し、全ての取引および貨幣取引を禁止する。
- 命令9号（6月10日）

銀行取引明細の取得と口座凍結に関する命令。これにより、イスラエル当局は銀行口座や信用機関にアクセスできるようになる。すべての資産が凍結され、会計記録が削除される可能性がある。
- 命令20号（1967年6月13日）

ディナールの相場に関する命令（（ヨルダン川）西岸地区）。為替レートは、1ヨルダン・ディナールに対し7.5イスラエル・リラとする。
- 命令21号（6月18日）

預金者の権利保護に関する命令。1966年（ヨルダンによる）会社法改正12号。銀行の活動を監督し、その権限を制限する。イスラエルの担当官は、銀行の運営、銀行員の任命と解雇、口座の管理に関する相当な権限を与えられる。担当官は、銀行間の預金の移動や、必要と思われる方法で預金の操作ができる。地域住民の預金者と、ヨルダン政府やその機関の管轄権を引き継ぐ者を除き、会社法に基づき財産の清算で利益を得ることはできない。
- 命令45号（7月9日）

銀行法に関する命令。1966年ヨルダン銀行法の改正。1964年会社法12条、1966年ヨルダン中央銀行法3条の改正。イスラエルの銀行担当官は、上記のヨルダンの法律に規定されている任免権および委任権を有する。同時に、この命令は、1967年6月6日以前に行われたすべての任命と委任を取り消す。銀行法の5条は、イスラエルの担当官によって取引免許を与えられた銀行には適用されない。銀行が銀行法3条に従って役人から免許を授与され、その銀行が外国企業である場合（会社法に基づく）、会社法12章に従って外国企業として登録する必要はない。
- 命令76号（7月31日）

イスラエルの法定通貨に関する命令。イスラエル・リラを法定通貨とするが、従来のヨルダン通貨も引き続き有効とする。為替レートは、1ヨルダン・ディナールに対し8.4イスラエル・リラとする。また、無許可でヨルダン・ディナールを他の通貨と交換することを禁じる。命令20号は廃止する。
- 命令83号（8月3日）

イスラエルの法定通貨に関する命令。従来のヨルダン・ディナールによる支払を停止し、法定通貨をイスラエル・リラのみとする。
- 命令514号（1973年5月8日）

退職法に関する命令。以前のヨルダンの年金法に含まれていたすべての権限を、地区司令官によって任命された市民年金委員会に移管させる。命令290号は、廃止する。
- 命令823号（1980年2月2日）

新通貨シェケルについての命令。イスラエルの新通貨であるシェケルを、イスラエル・リラの代替とする。旧貨幣との両替は、1イスラエル・リラを10アゴロットとする。
- 命令952号（1982年1月20日）

外貨管理に関する命令。ユダヤ・サマリア地区居住者の外貨両替を原則として禁止する。商品やサービスの購入、地区外の親族への送金を目的とした両替は、年間3000ドルを限度とする。居住者で地区外への旅行を目的とした両替は、3000ドルを限度とし、現金での所持は500ドルを限度とする。また、以下の行為は事前の許可制とする。
1. 地区外の居住者との、任意の外貨取引。
2. 地区外への金銭の持ち出し。
3. 手段にかかわらず、シェケル通貨の地区内への持ち込み。
4. 外国居住者が当事者となっている場合は、地区内の財産を伴う取引。地区内居住者が当事者となっている場合は、地区外の財産を伴う取引。
5. 当該地区居住者の外貨所持。

- 命令998号（7月8日）

公的機関の監督に関する命令。すべての公的機関、社会、慈善団体は、その資金源と経費に関するすべての記録と文書を処分当局に提出しなければならない。このような機関は、助成金、融資、贈答品を受けたり、許可証なしに金融取引を行うことは禁止する。違反者は2年以下の懲役に処する。

※預貯金口座の取引を許可制にするための軍律。
- 命令1135号（1985年4月29日）

公的機関の監督に関する命令。命令998号・284号の改正。条文中の「敵」を、「敵対組織」に置き換える。
- 命令1148号（10月9日）

新通貨新シェケルについての命令。従来の「イスラエル・リラ」又は「シェケル」とある条文は、今後「新イスラエル・シェケル」と見なされる。また、シェケル（旧シェケルと新シェケル）で書かれた小切手支払いの細目を規定。命令823号は、廃止する。

### 商業
- 命令8号（1967年6月10日）

売買取引の禁止に関する命令。全ての売買取引を禁止する。
- 命令42号（7月4日）

売買取引の禁止（取消）に関する命令。命令8号は廃止する。今後、一般的な禁止事項は、条件付きの許可に置き換えられる。
- 命令128号（9月27日）

店舗営業に関する命令。店主又は経営者は、通常許可された時間内に営業を行うことができる。店主又は経営者は、在庫の販売を拒否したり、非合理的なサービスを行ってはならない。違反者に対しては、有罪判決確定前であっても、処分を執行できる。軍司令官は、店舗の強制閉鎖や、財産を適当な方法で処分することができる。また、1000イスラエル・リラ以下の罰金又は1年以下の懲役に処し、若しくはこれを併科する。

※営業許可だけで無く、休業も許可制となっている。ゼネラル・ストライキへの参加を犯罪化するための軍律。
- 命令362号（1969年12月21日）

会社法に関する命令。会社に適用される手続きや規定、新規に会社を登記するための制度の詳細を規定。会社登記その他の権限は、イスラエルの軍事司法委員会が有するものとする。

### 農業
- 命令47号（1967年7月9日）

農業生産物の輸送に関する命令。軍当局の許可無しに、（ヨルダン川）西岸地区の内外に動植物の輸送することを禁じる。違反者は3年以下の懲役又は3000ヨルダン・ディナール以下の罰金に処し、若しくはこれを併科する。命令2号は廃止する。
- 命令134号（9月29日）

イスラエルのトラクターおよびその他の農業用機器の運転禁止に関する命令。地域司令官の許可無くして、農機具のイスラエルからの持ち込み・使用を禁じる。違反者は3ヶ月以下の懲役、又は1000イスラエル・リラ以下の罰金に処し、若しくはこれを併科する。
- 命令474号（1972年7月26日）

樹木および植物の保護に関する法律の改正に関する命令。1966年の（ヨルダンによる）樹木および植物の保護に関する法律85条の改正。軍司令官は、これらの規定を施行するために調査官を任命することができる。調査官は、その職務の過程で妨げとなる者を耕作地から排除するよう手配することができる。又、特定の果樹や植物の栽培を制限する。
- 命令818号（1980年1月22日）

特定の装飾的な花の栽培に関する命令。特定の種類の花の栽培を規制し、数量を制限する。
- 命令1015号（1982年8月27日）

果物の植樹に関する命令。軍当局の許可を得ない植樹は、禁じる。違反者は1年以下の懲役、又は15000シェケル以下の罰金に処し、若しくはこれを併科する。命令に従わない場合は、1日に付き500シェケルの罰金を加算する。軍事裁判所が作物の撤去を命じた場合、当局が撤去を行うことがあるが、その場合の撤去費用は被告人の負担とする。
- 命令1039号（1983年1月5日）

果物の栽培管理に関する命令。命令1015号の改正。トマト、ナスなどの特定の野菜栽培を、軍当局の許認可対象に追加する。
- 命令1051号（3月28日）

農産物の市場化に関する命令。「農産物基金」を設立する。財源はイスラエル民政局による徴税でまかない、商人に対して課税を新設する。また、農産物の生産調整のため、果物・野菜の栽培を制限する。
- 命令1147号（1985年7月30日）

果物および野菜の監督に関する命令。命令1015号の改正2。（布告した司令官は）この命令が住民の幸福のために必要であり、万人の利益のためのこの地域の水資源および農産物の保護を目的とするものであると信じる。原命令3条の規定に、全ての野菜栽培を追加する。責任者は、特定の農産物を栽培するための一般的な許可証を発行する権利を有し、許可証を特定の地域に限定することができる。

### 政治活動・結社・出版・言論・表現の自由
- 命令50号（1967年7月11日）

新聞の頒布に関する命令。地区司令官によって任命された将校の許可なしに、新聞の頒布又は発行をすることを禁じる。「新聞」はあらゆる出版・頒布物を含む。無許可の新聞は押収され、5年以下の懲役又は1500ヨルダン・ディナール以下の罰金に処し、若しくはこれを併科する。
- 命令79号（8月2日）

伝達と放送に関する命令。無許可での放送器機所有や、放送はこれを禁止する。そのような機器は20日以内に当局に引き渡されなければならない。違反者は5年以下の懲役又は5000イスラエル・リラ以下の罰金に処し、若しくはこれを併科する。
- 命令101号（8月27日）

煽動・敵対的宣伝の禁止に関する命令。軍司令官の許可なしに、行進や集会、夜間礼拝（政治に直接または間接的に関わる可能性のある主題の時は、10人以上）を行うことを禁じる。軍司令官は、許可申請の内容や条件を、事前の告知なしに設定することができる。また、旗やその他のシンボルの掲揚、政治的意味合いを持つ記事・写真の頒布および出版を禁じる。軍司令官は、カフェ、クラブ、その他公衆の集会所の所有者に対して、軍が指定した期間、当該場所の閉鎖を命じることができる。命令が出された場合、閉鎖された場所にいた者は、命令に違反したものと見なす。公共の秩序・安全を害するような方法で、世論に影響を与えようと試みてはならない。検閲の規則は1945年の国防（緊急事態）規則の通りとする。違反者は10年以下の懲役又は1000イスラエル・リラ以下の罰金に処し、若しくはこれを併科する。兵士はこの命令を執行するため、武力行使を含む権限を行使できる。
- 命令107号（8月9日）

教科書の使用に関する命令。アラビア語、歴史、地理、社会学、哲学など、55種類の教科書の使用を禁止する。
- 命令110号（9月4日）

新聞の頒布に関する命令。命令50号の改正。命令50号第2条を「出版許可」と置き換える。新聞の頒布・発行は、関係役人の許可を必要とする。
- 命令718号（1977年7月22日）

煽動・敵対的宣伝の禁止に関する命令。命令101号の改正。罰金を1000イスラエル・リラより10000イスラエル・リラに引き上げる。
- 命令862号（1980年8月6日）

印刷物の頒布に関する命令。命令50号の改正3号。命令50号の「新聞」を「印刷物」に置き換える。イスラエルの役人は、禁止されている教科書に頒布許可証を与えてはならない。
- 命令938号（1981年10月5日）

煽動・敵対的宣伝の禁止に関する命令。命令101号の改正1号。（パレスチナ）国旗掲揚、民族主義的な歌の聴取、敵対的組織の支持を、「敵対的行動」とみなす。
- 命令1079号（1983年10月14日）

煽動・敵対的宣伝の禁止に関する命令。命令101号の改正3号。印刷の定義に、「レコード、音声を含む録音と映画撮影」を追加する。頒布物の定義に「テープ、カセットテープ又はレコード」を追加する。出版の定義に「書面で、口頭で、声で、映画放映で、その他の方法で」を追加する。
- 命令1140号（1985年6月9日）

印刷物の配布に関する命令。命令50条の改正4号。新聞編集者は、イスラエル国防軍やその機関が発行したパンフレットやその他の発行物を、無償で印刷する義務がある。
- 命令1423号（1995年1月26日）

煽動・敵対的宣伝の禁止に関する命令。命令101号の改正。行進、集会、夜間礼拝などの許可申請は、現地の地区調整事務所に申請するものとする。
- 命令1827号（2020年2月9日）

命令1651号の改正67号。「有害物質」「化学兵器」「生物兵器」「武器」「銃器」、その他の定義を追加する。同一事件の共謀の被疑のある複数の被疑者が、同一の弁護士（同一弁護士事務所の別人を含む）と接見することは、捜査を著しく妨害する恐れがあるので、事前の許可制とする。
また、「犯罪に関与する」あるいは「テロリスト」財産の定義を追加し、テロリストである個人又は団体への資産提供を禁止する。当該の商品、現金、預金口座などは差し押さえることができる。放射線を含む生物化学兵器を使用したり、使用しようとした者は、死刑に処する。無許可の団体を結成し、運営に携わる者は、25年以下の禁錮に処する。財産の提供を行った者は10年以下の懲役と罰金（命令845号に基づき、規定の20倍に引き上げる）のいずれかに処し、若しくはこれを併科する。また、現に犯罪は行われていないが、犯罪が行われる可能性を認識しながら財産提供した者は7年以下の懲役又は規定の10倍の罰金に処する。無許可の団体との取引、又は財産提供は、7年以下の禁固に処する。これらの規定は、1945年の国防（緊急）規則に基づく。犯意の証明は、未必の故意又は現に無許可の団体の財産に関する違反行為若しくは無許可の団体への財産譲渡の事実の、一つでも立証されれば十分とする。

※パレスチナは、イスラエルに投獄された囚人や、イスラエルの治安機関に殺害された人物の遺族に対して、生活費を支給している。これに対する重罰化と共に、財産提供者および銀行への罰則を新設したもの。

### 移動の自由
- 命令13号（1967年6月11日）

（ヨルダン川）西岸地区における航空機の使用制限に関する命令。同地域での航空機の使用は、許可なくしては一切禁止する。エルサレム空港は許可なく入ることはできない。
- 命令49号（7月11日）

閉鎖地域に関する命令（物品の輸送禁止）。この命令は、許可を受けた者が署名した許可証なしに、いかなる商品（別個の命令の対象となる農産物を除く）の占領地への持ち込み、および持ち出し違法とする。入域許可を持っている者であっても、誰でも自動的に閉鎖地域から商品を持ち込んだり、持ち出したりする許可を持つわけではない。
- 命令1576号（2005年12月15日）

閉鎖地域に関する命令（修正第3号）。ユダヤ・サマリア地区在住パレスチナ人（イスラエル民政局発行の身分証明書を所持している者）のイスラエル人専用道路の通行を禁じ、イスラエル人運転手の車両に便乗することも禁じる。また、パレスチナ人のエルサレムへの出入りの検問所・交差点の指定を厳格化。
- 命令1665号（2010年11月14日）

検問所における当局の規制に関する命令（時限命令）。

検問所の検査官は、1996年の（ヨルダン川）西岸地区およびガザ地区における暫定合意に関する法律に定められた公務員で、権限当局から認可された者とする。ただし、イスラエル警察が90日以内に異議を唱えた者を除く。

別表第一に記載された検問所は、イスラエル領土と本地域の境界に設置される。当局は、検問所を変更・追加・削除をすることができる。当局は、書面による通知で人・物品あるいは特定の物品の検問所を指定し、通過に関する取り決めを決定できる。検問所指定の通知が出された場合、何人も通過してはならず、また通知に反した物品の搬出・搬入をしてはならず、検問所周辺の境界内に不必要に留まってはならない。

検問所の通過監視員・監視員を妨害し、命令2条d項・e項に違反した者は、5年の刑とする。通過監視員の命令に従わなかった者も、同様とする。この命令は、署名から60日間有効とする。

別表第一：アザイム検問所、エヤル検問所、エリヤ検問所、ガイズ（ヒズマ）検問所、ベサニー検問所、モア検問所、ハッチ検問所、ギルボア検問所、オリーブ検問所、HLA（ヤバ）検問所、トンネル検問所、ホベ山検問所。
※時限の延長が繰り返されており、2024年9月12日現在、時限は2026年6月30日となっている。また、検問所は命令2154号までの追加・廃止を含め、31箇所に増えている。
- 命令2154号（2023年10月29日）

境界検問所および境界地帯の権限の規制に関する命令（時限命令）。

命令1665号の対象に、以下の地点を追加する。マッカビム検問所、ランティス検問所、その他。国防省の陸上検問所の責任者は、トラ=シェイクド検問所および隣接地域で、軍律に記載された権限を行使できる。この命令は、署名から180日間有効とする。

※「鉄の剣作戦」に伴う命令。命令2184号（2024年4月18日）でさらに180日間延長された。

### 刑法・軍事裁判所
- 命令1号（1967年6月7日）

掠奪や敷地内侵入は罰せられる。最高刑は無期懲役に処する。
- 命令3号（6月7日）

軍事法廷の設置に関する命令。エルサレム、ヘブロン、西ナーブルスおよびジェニン、東ナブルスおよびエリコおよびラマッラーに設置する。
- 命令16号（6月12日）

勾留に関する命令。何人も、被疑者に対して、軍の検察官は14日間勾留する権利を持つ。勾留は、さらに14日間延長することができる。
- 命令29号（6月23日）

刑務所および拘置所の運営に関する命令。（占領地の）地区の囚人は、可能な限りイスラエルの囚人と分離されるべきであり、未決囚は有罪判決の確定した囚人から分離されなければならない。勾留された被疑者は、裁判準備の権利が保障され、弁護士と接見することができる。ただし、軍司令官は、安全保障上必要と判断した場合、弁護士との接見交通権を制限したり、禁止することができる。
- 命令30号（6月25日）

犯罪行為に対する裁判に関する命令。軍事法廷は、犯罪が行われた日に有効であった法律に基づいて、任意の刑事事件の判決を下すための司法権を持つ。命令16号は、廃止する。
- 命令132号（9月24日）

少年触法行為に関する命令。11歳までを児童、12-13歳を未成年、14-17歳を青年と定義する。12歳未満の児童は勾留されてはならない。思春期の子供は、1つの独房に6ヶ月を超えない範囲で拘留されなければならない。10代の青年は、宣言3号の44-46a、53、55条、または命令101号に関連して裁判にかけられた場合を除き、1年を超えて投獄されてはならない。
- 命令218号（1968年2月11日）

軍事法廷の設置に関する命令。命令3号の改正。全地区の法廷に、新たな名称を与える。
- 命令268号（7月24日）

地方裁判所に関する命令。法律の規定にかかわらず、死刑執行は強制されない。法定刑が死刑の場合、終身刑に置き換えられる。法定刑で死刑を強制されない場合、無期懲役又は有期懲役に処されなくてはならない。
- 命令378号（1970年4月20日）

安全条項に関する命令。宣言3号の廃止による、従来の軍事法廷より権限を拡大した軍事裁判所の創設。また、無令状逮捕と18日間の勾留を可能とする。これらは罪状提示や裁判を行う必要がない。軍事裁判所は、上訴できない1審制とする。
- 命令413号（10月4日）

安全条項に関する命令。命令378号の改正1号。新たな上訴委員会の設置と、その細則。
- 命令422号（1971年3月30日）

安全条項に関する命令。命令378号の改正2号。何人も、特定の治安規定に基づいて発行された文書は、直接本人に宛てた文書を除き、入手や保有することは許されない。
- 命令423号（5月5日）

安全条項に関する命令。命令378号の改正3号。再審の審理の手順に関する命令。
- 命令815号（1980年1月11日）

安全条項に関する命令。命令378号の改正18号。行政拘禁の手続の改正。地区司令官は最長6ヶ月間、地域司令官は最長96時間の行政拘禁命令を出すことができる。行政拘禁は、6ヶ月毎に更新することができる。86条に、異議申立委員会への上訴を規定するが、行政拘禁の決定は秘密裏に行われ、事前に通知する義務はない。
- 命令845号（5月7日）

安全条項による罰金の増額に関する命令。軍事裁判所は、実刑判決の長さにあわせて罰金を設定することができる。
- 命令1229号（1226号とも）（1988年3月17日）

行政処分に関する命令（暫定規則）。命令378号の改正。軍司令官は、安全保障上必要と判断した場合、6ヶ月を超えない期間で拘禁（予防拘禁）することができる。拘禁命令が下された後、当初の拘禁命令に従って、さらに6ヶ月間の延長をすることができる。拘禁命令は、被拘禁者の立会いなしに発することができる。兵士又は警察官は、命令21号に関連してこの命令を執行することができる。又、被抑留者は、治安規定85条に基づき結成された不服審査委員会に不服を申し立てることができる。軍司令官のこれらの権限は、他者に委任することができない。また、軍司令官は、自由に拘禁期間を短縮することができる。
- 命令1651号（2009年11月1日）

安全条項に関する命令（統合版）。命令378号、17号、30号、52号、121号、132号、225号、243号、284号、322号、329号、332号、369号、393号、400号、465号、841号、1435号、1447号、1558号は、本命令に統合する。

- - 「保留地域」 - イスラエル国防軍が、（A地区を）除く保持する地域。
  - 「一般治安部隊隊員」 - 有効な文書に定められた、一般治安部隊の隊員。
  - 「ヤングアダルト」 - 14歳以上16歳未満の者。
  - 「軍事裁判所」及び「裁判所」- 本命令に基づき、本地域を管轄する権限を与えられた軍事裁判所。
  - 「軽減」 - 刑罰の全部又は一部の軽減、転換、条件若しくは猶予を含む刑罰については、懲役が罰金に転換されない限り、罰金は、いかなる期間の懲役よりも軽い刑罰として扱われるものする。
  - 「爆発物又は可燃物」 - 爆発又は火災を起こすことを企図し、又は起こす可能性のある液体若しくは気体を含む全ての物又は物質をいう。
  - 「児童」 - 12歳未満の者。
  - 「警察軍」 - イスラエル警察の警察官および将校で、この地域のIDF部隊の司令官の指揮下にあるもの。この場合、イスラエル警察当局によって地域に派遣されたイスラエル警察の警察官および将校は、地域のIDF軍司令官の指揮下に置かれたものとみなされる。
  - 「逮捕」 - 署名・合図による逮捕、逮捕を行うことを含む。
  - 「拘禁施設」 - 命令29号参照。
  - 「被告人」 - 場合によっては控訴人を含む。
  - 「少年」 - 12歳以上14歳未満の者。
  - 「裁判長」 - 第一審の軍事裁判所の裁判長。場合によっては、控訴審の軍事裁判所の裁判長。
  - 「公務員」 - 警察官、一般治安部隊隊員、IDF被雇用者。1982年の地方議会の運営に関する命令（982号）、1979年の地方議会の運営に関する命令（783号）の付録に記載されている地方議会に雇用されている者、地方当局及び法律又は安全保障法に基づく権限を有するすべての者。
  - 「確定判決」 - (1)軍の控訴裁判所が下した裁定。　(2)上訴期間が経過し、上訴が提出されなかった第一審の軍事裁判所が発行した裁定。
  - 「命令」 - 任命、命令、発表、指示、要求、許可を含む。
  - 「安全条項に定められた罰金の引き上げに関する命令」 - 命令845号参照。
  - 「必要不可欠なサービス」 - 地域の治安維持、公共とIDF兵士の安全の確保、公の秩序の維持、または公共生活に不可欠なサービスの提供に不可欠なサービス。
  - 「住民」「身分証明書」 - 命令297号参照。
  - 「暴行」 - 直接または間接を問わず、本人の同意なしに、または偽りによって同意を得た場合に、人を殴ること、触ること、押すこと、または別の方法で人の身体に力を加えること。

IDFによる逮捕と拘留の根拠を規定し、パレスチナ人を罪状や裁判なしで拘留する行政拘禁を含む、軍律に基づく罪状を定義している。この命令の下では、「交通に危害を加えたり、又は危害を加えようとした者は10年以下の懲役に処する。人や財産への危害を目的とした投石は10年以下の懲役に処する。移動中の車両で、その車両又は車内の者に危害を加える目的での投石は20年以下の懲役に処する」。
- 命令2141号（2023年10月7日）

拘留者、囚人および緊急事態の投獄者に対する視覚的会議による審理に関する命令。10月15日までの時限命令。
- - 「被拘禁者」 - 容疑者または被告人。
  - 「安全条項に関する命令」 - 命令1651号。
  - 「視覚的会議」 - 画像と音声をリアルタイムで送信できる複数のセンター間の通信。

安全条項に関する命令の51条・52条にかかわらず、特定の刑務所・拘置所に勾留されている被拘禁者に対する審問を、視覚的会議を通して行うことができる。また、視覚的会議を行える環境に無い時、あるいは予期せぬ技術的障害が生じた時は、弁護士を通して、被拘禁者の同意を得た時に限り、音声のみを送信する装置を使用することができる。ただし、拘禁期限が迫った状態で、予期せぬ技術的障害があった場合、軍事裁判官は（被拘禁者の同意無しで）音声のみを送信する装置を使用することができる。被拘禁者は、視覚的会議を用いた再審問を請求することができる。被拘禁者が視覚的会議による審問参加を拒否した場合、裁判所は被拘禁者不在で審問を行うことができる。

また、軍事裁判所所長は、視覚的会議によって被拘禁者に実質的かつ不相応な不利益が発生すると判断した場合は、例外的に被拘禁者の面前で審理を行うよう命じることができる。

審問は弁護人の同席によって行われ、弁護人が出席しない場合は、軍事裁判所は特別の理由が無い限り、代わりの弁護人を任命する。

※2023年パレスチナ・イスラエル戦争に伴う命令。
- 命令2144号（10月9日）[66]。

安全条項に関する命令。命令1651号の時限変更。テロ行為・テロリストによるインフラ破壊への対抗措置。
命令1651号149条の3項にある「12時間」を「8日間」と読み替える。10月23日までの時限命令。

※2023年パレスチナ・イスラエル戦争に伴う命令。同年7月2日にも、イスラエル国防軍のジェニン難民キャンプ攻撃に伴い、同内容の時限命令を出していた（7月11日解除）。
- 命令2145号（10月14日）[68]

「鉄の剣作戦」に伴う期限の延長および変更に関する命令。
命令2141号および命令2144号の期限を、11月30日に変更する。
- 命令2173号（2024年1月31日）[69]

安全条項に関する命令（修正84号）。命令1651号の時限変更。12月31日までの時限命令。

軍司令官の無許可での弾薬・発火物・銃器の所持は36ヶ月以下の懲役に処す。裁判所の特別な命令が無い限り、刑期の半分以上は実刑とし、執行猶予は認めない。

武器製造・取引なども、刑期の違いはあるが同様に執行猶予を認めない条項を追加。
- 命令2194号（5月24日）[70]

安全条項に関する命令（修正86号）。命令1651号の改正。

IDF予備役である（軍事裁判所）裁判官の任期は、70歳で終了する。地区司令官は、軍事控訴裁判所長の推薦と候補者の同意を得て、裁判官を務め、又は前項に基づき裁判官を辞職した者を陪席裁判官に任命できる。ただし、75歳以上の者、及び命令1651号11条により資格の無い者は除く。

### 輸出入
- 命令2号（1967年6月7日）

検疫に関する命令。ヨルダン川西岸からの動植物の持ち出しの禁止。
- 命令1252号（1988年9月1日）

物品の譲渡に関する命令。命令946条の改正。本令は「物品」を定義し、その地域から物品を輸出するには書面による許可が必要であることを規定している。これらの許可は、輸出する製品に関する一般的な許可、または個人的な許可のいずれかである。この命令は、輸入、輸出、安全保障に関する既存の法律には影響を与えない。
- 命令（無番）（1992年1月12日）

物品の譲渡に関する命令。命令1252条の改正第2号。動物又はその生産物を含む貨物の輸出を許可する。

### その他
- 命令36号（1967年6月29日）

郵便法に基づく任命に関する命令。この法律の下でヨルダン政府またはその機関によって与えられた任命または管轄権は、イスラエルの担当官に移譲されなければならない。従来の任命は取り消されなければならない。イスラエルの担当官は、代わりに他の者を任命することができる。
- 命令93号（8月22日）

保険業務の管理に関する命令。1965年5月保険業法の改正。この法律の下で、ヨルダン政府またはその機関によって与えられた任命または管轄権は、イスラエルの担当官に譲渡されなければならない。従来の任命は全て取り消す。イスラエルの担当官は、任意の者を任命することができる。「王国」や「ヨルダン」という言葉が出てくる場合は、「地域」という言葉に置き換える。「官報」という言葉は、「IDFの長が発行したパンフレット、命令または任命」に置き換える。第8条は「この命令で言及されていることに関係なく、担当者が保険会社をこの命令の規則の全部または一部から免除することは許可される」。

※保険事業をイスラエルが独占するための軍律。
- 命令215号（1968年2月1日）

自動車保険に関する命令（第三者への通知）。車両保険に関するイスラエル法の改正（1947年）、命令93号および96号の改正。強制加入の第三者自動車保険契約に関する詳細な指示。
- 命令854号（1980年7月6日）

教育文化法に関する命令。1964年法改正16条。「カレッジ（大学又は単科大学）」の用語を改めて定義し、運営許可の要件を定める。軍は、学生、教員、管理者の大学への出入りを管理することができる。すべての学生は、入学前に地域司令官から配布された身分証明書を取得しなければならない。ビルゼイト大学、ナジャ大学、ベツレヘム大学、イスラム研究大学は暫定的に許可する。

※大学および大学教育を、軍の統制下に置くための軍律。
- 命令871号（9月8日）

押印収入法に関する命令。ヨルダン川東岸からの訪問者が、許可証で指定された訪問期間を超えて滞在した場合、75シェケルの罰金に処す。
- 命令946号（1981年11月8日）

解釈に関する命令（追加指示）。修正6条では、「地区司令官」という用語は、安全保障規定の中で「地区内のIDF司令官」に置き換える。命令188号は、廃止する。

## 執行状況

### パレスチナ人（非イスラエル人）
イスラエル国防軍は、軍事裁判所の説明で、国際法の原則に基づき、ジュネーヴ第四条約に根拠のあるものであり、司法の独立を維持し、公平・公正な法的手続を保証していると述べている。審理はヘブライ語で行い、被疑者・被告人にはアラビア語への翻訳を行う。2013年4月現在、全ての起訴状はアラビア語に翻訳されている。身柄の拘束は、通常犯罪は逮捕から48時間以内、治安事件は96時間以内に勾留請求を行わなければ釈放される。裁判官は、20日以内の期間で勾留令状を出すことができ、さらに15日以内の期間で延長することができる。勾留期間は60日を超えることはない。被告人は、自己に不利益な証拠のコピーを閲覧し、証人を召喚する権利を持つ。
『ハアレツ』によると、2010年の集計で、軍事裁判所（裁判長：アハロン・ミシュナヨ大佐）で9542件の事件が審議された。内訳は、2016件は敵対的なテロ活動、763件は無秩序な行動、残りはイスラエルへの不法滞在、交通違反とその他の犯罪だった。そのうち、25件は無罪で、有罪判決率は99.74%だった。また、事件の4%は、1つ以上の被疑で部分的に無罪となった。
Shlomi Kokhav中尉が率いる行政拘禁委員会は、2010年に714件の行政拘禁の要請を処理し、そのうち98.77%が承認された。要求がそのまま受け入れられたのは51%で、残りは未決勾留期間算入による短縮か、関連する軍事司令官に制限を課す条件付き承認だった。

### 比較対象：占領地のイスラエル人（多くの軍律は対象外）
占領地に住むイスラエル民間人（入植者など）の裁判は、イスラエルの民事裁判所の管轄となる。イスラエル国防軍兵士は、軍法会議の管轄となる。
イスラエルの人権団体・イエシュ・ディーンは、イスラエル人による、パレスチナ人を対象とした刑事事件について調査した。
イスラエル民間人による事件（ヨルダン川西岸地区）は、2005-17年の集計によると、1212件の事件の捜査が行われた。内訳は、35%が暴力・脅迫犯罪、46%が財産犯罪、15%が土地犯罪、5%がその他の犯罪だった。集計時で捜査中は49件（4.0%）、起訴事件は94件（7.8%）、不起訴・起訴猶予は1058件（87.3%）、不明は11件（0.9%）であった。

また、有罪率は、イエシュ・ディーンの独自調査によると、2005年以降の97件のうち、係争中は14件、判決不明は9件。残る74件中、22件は無罪で、有罪率は70.27%であった。また、事件の9.4%は1つ以上の被疑で部分的に無罪となり、20.27%は刑の執行を免除された。
同じく、2005-24年の集計によると、1701件の事件の捜査が行われた。内訳は、42%が暴力・脅迫犯罪、67%が財産・土地犯罪で、両方に集計した事件もあるため合計は100%を超えている。集計時で捜査中は35件（2.1%）、起訴事件は109件（6.6%）、不起訴・起訴猶予は1563件（93.8%）〔ママ〕であった。警察が不起訴・起訴猶予の理由を開示した1506件の内訳は、被疑者不明969件（64.4%）、証拠不十分294件（19.5%）、起訴事実または責任能力無し169件（11.2%）、その他74件（4.9%）であった。

また、有罪率は、イエシュ・ディーンの独自調査によると、2005年以降の109件のうち、係争中は7件、判決不明は7件。残る95件中、8件（8.4%）は無罪、16件（16.8%）は起訴状取り消し・却下により判決は出されなかった。有罪は71件（74.7%）で、求刑通りの判決が9件（9.5%）、44件（46%）は司法取引・減刑・1つ以上の被疑で部分的に無罪となった。18件（19%）は刑の執行を免除された。総事件に対する有罪率は3%であった。
また、2005-17年のイスラエル警察全体での起訴率は2014年は16.3%、2015年は16%、2016年は13.8%であった。「ユダヤ・サマリア地区」の総事件の起訴率は、2014年は36.44%、2015年は38.37%、2016年は33.89%であった。"Israel Police: Annual Statistical Report 2014"（ヘブライ語原題："2014 השנתון הסטטיסטי משטרת ישראל"）によると、両者の起訴率の違いは、「ユダヤ・サマリア地区」の事件は、「法的手続きの異なる」、すなわち軍事裁判所によるパレスチナ人を被告人とした事件が統計に含まれるためと説明している。これは、民事裁判所管轄となるイスラエル人と比較して、軍事裁判所管轄となるパレスチナ人の起訴率が有意に高いことを意味する。
IDF兵士による事件は、2017-18年の集計によると、430件の事件が認知された。2018年までに捜査が行われた事件は84件（19.5%）、起訴事件は3件（0.7%）であった。起訴事件の被告人となった5名（起訴事件の100%）はいずれも有罪となった。傷害事件は捜査が行われないことが多く、捜査が行われたのは被害者の死亡事件が主であった。なお、2018年にはこの他、2015年の兵士2名による過失致死事件が、退役後であったため民事裁判所での裁判となった。被告人は、イスラエル人の起訴率の低さを理由に、恣意的な起訴であるとして無罪を主張し、検察は起訴を取り下げたため不起訴処分となった。
同じく、2018-22年の集計によると、862件の事件が認知された。2022年までに捜査が行われた事件は258件（29.9%）、起訴事件は13件（5.1%）であった。事件の内訳は、銃撃事件296件（うち、219件は被害者死亡）、その他の暴力事件462件、財産犯罪（略奪・破壊行為）149件、他の犯罪の傍観16件、その他（軍の価値観に反する発言、不道徳な行動など）23件だった。死亡事件であっても、捜査開始は107件（48.9%）と過半数に達しておらず、起訴事件のうち死亡事件は1件（捜査開始件数の0.4%）だった。起訴事件の13件・被告人29名（起訴事件の100%）はいずれも有罪となった。

この期間、パレスチナ人殺害で唯一有罪になった2019年の事件（1人殺害、1人傷害）では、兵士は過失致死傷罪で有罪となったが、司法取引により3ヶ月の軍事社会奉仕のみを宣告された。
なお、イエシュ・ディーンは、パレスチナ人はイスラエルの司法を軍民問わず信用していないため、被害届を出さずに終わる事件が多数にのぼる可能性を指摘している。パレスチナ人に対する世論調査によると、2016年には35%の事件で、被害事実を認識しながら被害届を出さなかった。2023年には56%、2024年には66%に上昇した。
また、イェシュ・ディーンは、パレスチナ人被害者の警察への連絡や証拠提出などを支援しており、同団体の支援を得ていない事件と比較して、捜査当局に有利な数字が出ていると述べている。
2023年6月24日、イスラエル国防軍は「ユダヤ・サマリア地区で、イスラエル市民による、無実のパレスチナ人への攻撃が行われている」として、総保安庁・警察と協力して行政拘禁の適用を含めた取締を行うと声明を出した。背景として、2022年12月にイタマル・ベン-グヴィルが国家安全保障大臣に就任後、ベン-グヴィルは警察に、ユダヤ人によるパレスチナ人への民族主義的犯罪を故意に取り締まらないよう命令していたと報じられた。

## 法的根拠
ハーグ陸戦条約（陸戰ノ法規慣例ニ關スル條約）第43条を根拠としている。「公共ノ秩序（公序良俗）」を確保する目的で、軍律を施行するのは、占領者に課せられた義務という見解である。
一方でイスラエルは、「占領」では無いとする主張も行っている。メイル・シャムガール司法長官は、「占領地」では無く「管理地」と主張した。また国際法律家委員会イスラエル支部（INS）は、「（ユダヤ・サマリア地区、ガザ地区、ゴラン高原は）交戦国間の平和条約で地位が最終決着するまで、イスラエルの管理下に置かれる」「全ての当事者が平和条約で合意しない限り、イスラエル軍は撤退する国際法上の根拠は無い」と主張した。
同様に、イスラエル外務省は「自衛権の行使の結果」入域した"Disputed"（「係争（地）」）と主張している。
1972年、イスラエル最高裁判所は、ヘブロン電気事件（エルサレム地区電力会社対国防大臣事件）判決で、イスラエル国防軍軍律は、ハーグ陸戦条約第43条に合致したものとする初めての判断を示した。同判決は、ハーグ陸戦条約第43条を根拠に、エルサレム地区電力会社はパレスチナ人とユダヤ人入植者、特にキルヤト・アルバ入植地のために、地元の電力需要を満たすのに役立つべきであると結論付けた。
イスラエル最高裁はまた、イスラエル国防軍は「公共ノ秩序」を維持するための財源として、パレスチナ住民からの付加価値税の徴税権を有するとした判決を下した。また、イスラエル国防軍が、イスラエル人住民専用道路建設のために、パレスチナ人住民の土地を没収したことも、「公共ノ秩序」を根拠に正当とした。
イスラエル国防軍は、ハーグ陸戦条約の占領者の義務を法的根拠とする一方、被占領民の保護を義務づけたジュネーヴ第四条約については、占領直後の宣言3号35条でいったんはジュネーヴ第四条約適用規定を布告した。また、宣言3号67条に規定した行政拘禁（予防拘禁）は、ジュネーヴ第四条約第78条の「安全上の絶対的理由のために被保護者に関して安全措置を執ることが必要であると認めた場合」「住居指定又は抑留の措置」を取ることができると解する条文を根拠として行われた。
しかしすぐに、占領者では無いからジュネーヴ第四条約は適用されないと主張し、1967年10月22日布告した命令144号で削除している。一方で行政拘禁については今日まで施行され、なおかつ、引き続きジュネーヴ第四条約第78条を法的根拠と主張している。
ジュネーヴ第四条約適用否認論は、イスラエル国内で有力となった、エリフ・ローターパクト・メイル・シャムガールらの主張を根拠としている。
1948年にイギリスがパレスチナの委任統治を放棄し、アラブ側が国連によるパレスチナ分割決議を拒否した以上、パレスチナは無主地となった。イスラエルはヨルダン・エジプトという占領者から新たに土地を征服したのであり、他国の領土を占領したわけでは無い。よって占領地の定義には該当せず、東エルサレムの領有は当然に合法である。また、「ユダヤ・サマリア地区」・ガザ地区についても、その法的地位は定まっておらず、パレスチナ自治区と帰属を争う係争地であるに留まる。
ジュネーヴ第四条約で保護されるのは、批准国同士の紛争における占領地の被占領民である。第三次中東戦争当事国のエジプトとヨルダンは批准国であるが、「ユダヤ・サマリア地区」・ガザ地区は、そもそも両国の領土では無い。そして、パレスチナ国家は存在しない（存在を承認しない）から、占領地では無いヨルダン川西岸地区・ガザ地区の非イスラエル人（パレスチナ人）住民に、ジュネーヴ第四条約を適用する法的義務は無いという主張である（国際法とイスラエル入植地も参照）。
1988年、イスラエル最高裁（メイル・シャムガール裁判長）は、第1次インティファーダで起きたサジディヤ事件判決で、命令1229号はジュネーヴ第四条約に違反し、無効であるとの原告の訴えを退ける判決を下した。イスラエル最高裁は、他の同種の判決でも、ジュネーヴ第四条約の適用を否定しない一方、軍律はハーグ陸戦条約の「公共ノ秩序」維持の範囲内で施行されており、ジュネーヴ第四条約に違反していない。あるいは、国際法の適用は、イスラエル国民の安全保障に必要な範囲内で制限できるといった判断を示している。さらに、ハーグ陸戦条約は、イスラエルによる新法の制定も妨げないとする主張が行われた。
また、市民的及び政治的権利に関する国際規約、経済的、社会的及び文化的権利に関する国際規約による保護についても、国家安全保障および公共の秩序が優越すると主張している。
2012年、ネタニヤフ政権は入植地指導者らの要望を受けて「ユダヤ・サマリア地区の建設状況調査委員会」を設置し、同委員会は6月21日に『ユダヤ・サマリア地区における建築物の法的地位に関する報告書』を発表した。

この報告書では、従来の主張に加え、「占領者」であることを否定する根拠として、国際法は「主権国家の領土の短期間の占領に適用されることを意図」しているという見解を示した。その上で、支配が数十年に及び（この時点で45年間）、終期も定まっていない「ユダヤ・サマリア地区におけるイスラエルの存在は」、短期間の占領とは「根本的に異なっている」と主張した。
なお、イスラエルは、イスラエルの主張する「係争地」（＝占領地）のイスラエル人は、ハーグ陸戦条約やジュネーヴ第四条約の保護の対象となると主張している。入植者の人権や財産は、「パレスチナ人などのテロリズム」から保護されなければならないという主張である。
すなわち、イスラエル国防軍は、イスラエル人の保護にのみ占領者としての責任を持つ。「係争地」在住パレスチナ人への人道上の配慮は行うが、イスラエル官民の国益が優先され、法的義務の対象ではないという主張である。

## 評価
マイケル・B・オレンは、IDFによる軍政を「ヨルダンの法律と戒厳令の組み合わせた方式が導入された。パレスチナ社会と宗教指導者は、おおむね戦前の地位と肩書を保持した。神殿丘の上のムスリムのワクフも然りである。ちなみに、この決定のため、ダヤンはイスラエルのタカ派から批判された」「寛容政策」と評価した。
池田明史もまた、（1987年のインティファーダまでは）「占領当初の政策では、パレスチナ人を抑圧的に支配することではなく、政治的な反乱を抑えることを目指し、まさに「寛容な占領」としての位置づけを守ってきた」と評価した。

## 批判

### 総体的な批判
1980年3月1日、国際連合安全保障理事会決議465で「ジェルサレムを含む1967年以来のパレスチナ及びその他のアラブ占領地の物理的性格，人口構成，制度的構造又は地位を変化するためにイスラエルがとったすべての措置は，法的に効力を持たないと決定し，かかる占領地に自国民と新移民の一部を入植させるイスラエルの政策と措置は，戦時における文民の保護に関するジュネーヴ第四条約に対する重大な違反であり，また，包括的，公正かつ永続的中東和平達成にとって重大な障害となっていると決定する」と軍律の無効を決議した。しかしイスラエルは、決議の履行を拒否した。
1982年、国際連合のパレスチナ人民の不可侵の権利行使委員会・パレスチナ権利局は報告書で、イスラエルのジュネーヴ第4条約の適用外との主張に対し、William Thomas Mallison Jr.教授の学説を引き、条約の目的は基本的人権の尊重であって、主権の所在に左右されないと疑問を呈した。また、エジプトの報告を引き、ガザ地区の立法評議会（地方議会。別の報告によると、エジプト占領下・イスラエル占領下共に選挙は行われなかった）の頭越しに、IDFが軍律で全権を掌握したことは、ジュネーヴ第4条約違反と指摘した。さらに、ヨルダン川西岸地区のラジャ・シェハデ弁護士の主張を引き、軍律は官報で公布されず、新聞・テレビでも告知を許されず、弁護士が複写を許されるのみであると指摘した。また、土地収用命令は口頭での通知のみ行われると指摘した。別の報告では、地方議会の上にIDFによる「高等計画評議会」を設けて入植計画を行い、また、軍律によって地方議会のあらゆる決定を翻していると指摘した。軍の命令は電話で通達されることが多く、書面での通達は稀である。さらに、全体的なジュネーヴ第四条約違反、IDFとその関係者の治外法権、基本的人権の侵害などを指摘した。

一方で、軍律の数少ない進歩として、命令268号で死刑廃止を行ったことを指摘した。
2004年7月9日、国際司法裁判所は、イスラエルの主張を不当とする勧告的意見を出した。しかしイスラエルは、勧告的意見を「政治的工作によるもの」と断じ、「問題の本質はパレスチナのテロリズムである」と主張し、従っていない。
ユーロメッド・ライツは、イスラエルが女子差別撤廃条約を批准しているにもかかわらず、イスラエル国内法とは異なり、占領地域での法制には反映されていないと批判した。
アムネスティ・インターナショナルのNadine Marroushiは、法定刑が重く、無罪判決が出ることはほとんど無い現状から、多くの被告人は司法取引に応じて服役していると指摘した。また、アムネスティ・インターナショナルは2022年の報告書で、軍律がイスラエルによるアパルトヘイトの手段として使われていると指摘した。
2024年7月19日、国際司法裁判所は東エルサレムを含む占領下のパレスチナ領域におけるイスラエルの政策と実行から生じる法的帰結の勧告的意見として、軍律はハーグ陸戦条約第43条およびジュネーヴ第四条約第64条2項に反していると指摘した。また、軍律を含むイスラエルによる法的措置は、人種差別撤廃条約第3条その他に違反し（人種隔離およびアパルトヘイト犯罪を意味する）、パレスチナの民族自決権の侵害をより悪化させていると指摘した。またパレスチナの大半の現状は一時的な占領では無く、恒久的な併合に相当すると判断した。従って、イスラエルによる占領と軍律を含むすべての措置は違法・無効であり、イスラエルは速やかな撤退と損害賠償を含む原状回復義務があると結論付けた。しかし、イスラエルは勧告を拒否した。

### 逐条批判
- 宣言3号67条

イスラエル国防軍の元将兵による「沈黙を破る」は、家宅捜索の無限の口実を与えていると指摘している。IDFは、パレスチナ人に「迫害されている」と思わせる目的で、単に外で休憩している者を拘束したり、深夜から明け方に家宅捜索を行い、時には何日も居座り、家財道具の押収や破壊を行っている。また「地図化」と称し、家の間取りから個人情報まで情報収集を行っていると批判した。これらの家宅捜索は、しばしば相手が犯罪とは無関係であることは承知の上で行っているという。
- 命令172号

国連パレスチナ権利局は報告書で、任命は地区司令官によって行われること。当初は法学者の経験を持つアラブ人も任命されていたが、すぐにイスラエル人に置き換えられ、そのほとんどは法的訓練を受けていないこと。異議申立委員会は決まった事務局や会場が無く、申請そのものが至難であること。委員の都合で申立が1年半保留された事例があったこと。ラジャ・シェハデ弁護士の主張として、委員会の目的はヨルダン法による裁判所の権限を横取りすることであること。予備役軍人のみで構成された委員が、土地収用・納税・年金などの諸権利の司法権を独占すること。議事録が非公開で、過去の判例検討ができず、異議申立が通る確率は極めて低いこと。委員会は前例・証拠規則・手続きに拘束されない（判例法主義に拘束されない）ため、弁護士はより困難で予測しにくいことを指摘した。
- 命令364号

土地所有者に、私有地の証明を義務づけることで（軍に、私有地では無いことの証明の義務が無いようにすることで）、より多くの土地を没収するための改正と批判されている。
- 命令811号と847号

ノルウェー難民評議会は、委任状の期間を延長することで、ユダヤ人入植者・イスラエル企業による不動産買収と不動産登記の書き換えを促進させていると指摘している。
- 命令1797号

B'Tselemは、イスラエルは原則としてパレスチナ人住民に建築許可を出すことは無いと前置きした上で、従来の手続では、破壊命令に数ヶ月から数年を要した手続を不要にしたものと指摘した。これは、司法審査の体裁を取り除き、パレスチナ人からの土地収用を拡大させても、国際的に批判されることは無いと計算しての行為と批判した。国際連合人道問題調整事務所（OCHA）は、破壊自体を国際法違反と批判した上で、異議申立が成功する可能性は極めて低いと指摘した。また、2020年12月8日現在、96時間でただちに破壊された例はほとんどないとしながらも、破壊命令から執行までの期間が、2019年の平均21日から、2020年には平均15日と短縮されたと指摘した。
- 命令92号・158号・291号

アムネスティ・インターナショナルは、パレスチナ人にのみ一方的に水資源の利用を制限し、イスラエル国営水道会社・メコロットが独占的に水を供給する体制が確立されていると批判している。IDFはパレスチナ人に対しては、井戸水の利用はもとより、雨水の貯水も厳しく制限している。水の供給はイスラエル人入植地がほとんどで、パレスチナ人にも副次的に販売するが、パレスチナ人への割当量は、イスラエル政府が一方的に決定していると指摘している。
- 命令1015号・1039号[注 15]

アムネスティー・インターナショナルは、IDFが資源保護と称してパレスチナ人の農業に被害を与える一方、イスラエル人には広大な土地とほとんど制限なく使える水を供給し、違法入植地を支えてきたと批判した。
- 命令101号・1079号・1423号

B'Tselemとユーロメッド・ライツは、国際法に反し、平和的な集会とそうでない集会を無差別に規制しており、集会の権利行使に重大な障害を与えていると批判した。また、家族が自宅で政治的発言を表明することが、潜在的な犯罪者になる可能性があると指摘した。さらに、イスラエル本国では犯罪ではない行為も犯罪化されることに加え、イスラエル本国では違法集会の法定刑は1年以下の懲役で、占領地と著しい不均衡が生じていると指摘した。また、兵士一人一人に独断で同命令違反を摘発・執行できる権限を与えていることは、住民の権利を著しく軽視していると批判した。Nadine Marroushiは、パレスチナが国連オブザーバーとなり、世界135ヶ国以上に承認されているにもかかわらず、パレスチナ国旗掲揚が犯罪となることを指摘した。また、イスラエルが「敵対的組織」とみなし、結社禁止している政党・学生運動・労働組合への支持の意思表示が、同命令によって処罰される危険性を指摘した。
- 命令1650号

イスラエルの人権団体のB'Tselemなど10団体は、ヨルダン川西岸地区には、ガザ地区出身で、本籍のヨルダン川西岸地区への移転をIDFに認められていない者がおり、万単位の追放者が出る可能性があるとして、施行の延期を陳情した。IDFは、本命令は現状を著しく変えるものではないとの見解を示した。パレスチナのマアン通信社は、「強制送還はナチスの政策」と非難した。
- 命令1827号

パレスチナのNGO・Addameerは、国防（緊急事態）規則の規定を利用し、結社の関わるあらゆる財産（自己所有はもとより、他者に譲渡したり、他者と提携関係にある財産まで）を包括して処罰する内容になっていると指摘した。また、過去の軍律から、パレスチナ解放機構や、最大与党のファタハをはじめ、パレスチナのほとんどの政党は、イスラエル国内及び占領地で結社禁止されており、軍律にいう「無許可の団体」に含まれることを指摘した。さらに、証明責任を被疑者に課し、「疑わしきは罰する」条項が多く含まれていると指摘した。しかもイスラエルは拷問による証拠を容認しており、総体として国際人道法やローマ法に違反した、戦争犯罪であると非難した。